# تشارلز هير (تنس)
تشارلز هير (بالإنجليزية: Charles Hare)‏ مواليد 16 يوليو 1915 في برمنغهام - الوفاة 18 نوفمبر 1996 في ساليسبري، كان لاعب كرة مضرب بريطاني بدأ مسيرته كمحترف سنة 1934، اعتزل اللعب في 1955. أعلى تصنيف له في الفردي كان المركز الـ 10 في سنة 1937.

## روابط خارجية
- تشارلز هير على موقع رابطة محترفي التنس (الإنجليزية)
- تشارلز هير على موقع الاتحاد الدولي لكرة المضرب (الإنجليزية)
- تشارلز هير على موقع كأس ديفيز (الإنجليزية)
- تشارلز هير على موقع أرشيف التنس.كوم (الإنجليزية)
- تشارلز هير على موقع بطولة ويمبلدون (الإنجليزية)
- تشارلز هير على موقع خلاصة التنس.كوم (الإنجليزية)